# Station Buggenhout
Station Buggenhout is een spoorwegstation in de gemeente Buggenhout op spoorlijn 53 (Schellebelle - Leuven). Sinds 28 juni 2013 zijn de loketten van dit station gesloten en is het een stopplaats geworden.
Oorspronkelijk bestond het station van Buggenhout uit een hoog gebouw met een neoclassicistische vleugel. In de jaren zestig van de 20e eeuw is het vervangen door een banaal gebouwtje bestaande uit slechts 1 bouwlaag met plat dak alwaar loket, wachtzaal en sanitaire voorzieningen in ondergebracht zijn. Het is uitgetekend door Philip Tibax en dateert uit 1969 naar plannen opgemaakt in 1967. Er bestaan plannen de stationsomgeving grondig onder handen te nemen, tot dit plan behoort tevens een nieuw stationsgebouw.
Buggenhout beschikte over twee deels verharde perrons. Wegens de aanwezigheid van een wachtzaal waren op perron 1 slechts een tweetal wachthuisjes aangebracht. Op perron 1 kon men verder nog een drankautomaat vinden. Perron 2 beschikte over zeven abri's. Het station heeft twee fietsenstallingen. Deze zijn gepositioneerd aan beide perrons. Tevens is er een ruime pendelaarsparking.

Om de sporen over te steken is geen speciale infrastructuur voorzien. Reizigers moeten om dit te doen gebruikmaken van de nabijgelegen overweg.
In 2021 werden de perrons volledig vernieuwd, verhard met asfalt en opgehoogd tot 76cm, voorzien van hellingen en blindegeleide tegels. De parkings voor personen met handicap, zijn zonder drempels bereikbaar vanaf de perrons. Hierdoor werd het station tegen eind 2022 integraal toegankelijk voor personen met een beperking.
Er is geen wachtzaal meer. De perrons zijn 50 meter lang overdekt.

## Treindienst
| Serie       | Treinsoort          | Route | Bijzonderheden |
| ----------- | ------------------- | --- | --- |
| L 550       | L-trein (NMBS)      | Mechelen – Buggenhout – Dendermonde – Gent-Sint-Pieters – Brugge – [ Zeebrugge-Strand ] / [ Zeebrugge-Dorp ] | Rijdt in het weekend tussen Zeebrugge-Strand - Gent-Sint-Pieters. Rijdt enkel in juli en augustus in de week tussen Zeebrugge-Strand - Mechelen. |
| L 850       | L-trein (NMBS)      | Mechelen – Buggenhout – Dendermonde – Gent-Sint-Pieters – Kortrijk                                           | Rijdt alleen in het weekend. |
| P 7090/8090 | Piekuurtrein (NMBS) | [ Sint-Niklaas – ] / [ Dendermonde – Buggenhout – ] Mechelen – Leuven                                        | Rijdt alleen op werkdagen. Een trein van Dendermonde naar Gent-Sint-Pieters.                                                                     |
| P 7390/8390 | Piekuurtrein (NMBS) | [ Sint-Niklaas – ] / [ Dendermonde – Buggenhout – ] Mechelen – Leuven                                        | Rijdt alleen op werkdagen. |

## Galerij

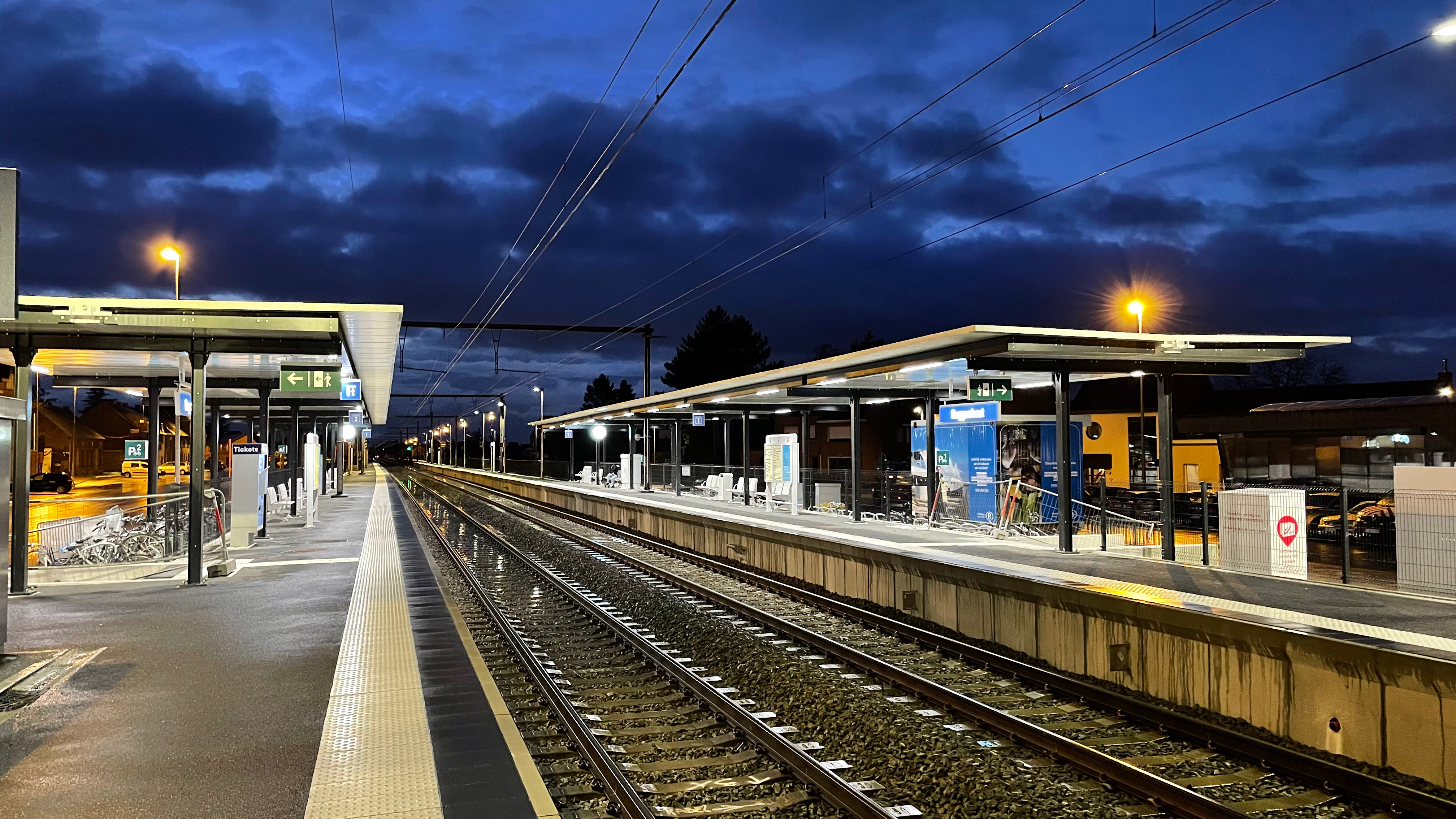
Vernieuwde perrons
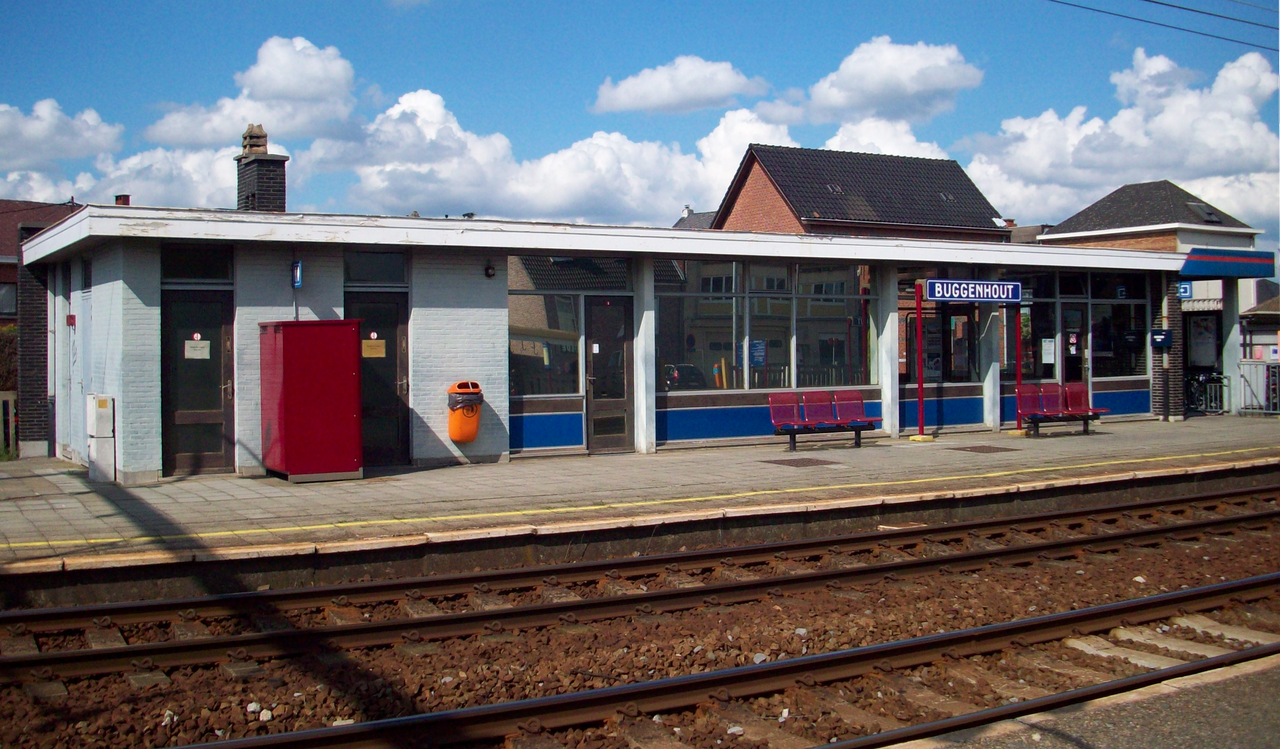
Stationsgebouw (2009)

## Reizigerstellingen
De grafiek en tabel geven het gemiddeld aantal instappende reizigers weer op een week-, zater- en zondag.
| Tabel: aantal instappende reizigers station Buggenhout | Tabel: aantal instappende reizigers station Buggenhout | Tabel: aantal instappende reizigers station Buggenhout | Tabel: aantal instappende reizigers station Buggenhout |
|                                                        | Weekdag                                                | Zaterdag                                               | Zondag                                                 |
| ------------------------------------------------------ | ------------------------------------------------------ | ------------------------------------------------------ | ------------------------------------------------------ |
| 1977                                                   | 747                                                    | 118                                                    | 80                                                     |
| 1978                                                   | 960                                                    | 173                                                    | 139                                                    |
| 1979                                                   | 817                                                    | 120                                                    | 131                                                    |
| 1980                                                   | 927                                                    | 154                                                    | 128                                                    |
| 1981                                                   | 869                                                    | 207                                                    | 154                                                    |
| 1982                                                   | 801                                                    | 150                                                    | 176                                                    |
| 1983                                                   | 884                                                    | 168                                                    | 216                                                    |
| 1984                                                   | 806                                                    | 91                                                     | 112                                                    |
| 1985                                                   | 708                                                    | 118                                                    | 130                                                    |
| 1986                                                   | 689                                                    | 85                                                     | 86                                                     |
| 1987                                                   | 679                                                    | 114                                                    | 104                                                    |
| 1988                                                   | 726                                                    | 94                                                     | 76                                                     |
| 1989                                                   | 697                                                    | 109                                                    | 83                                                     |
| 1990                                                   | 833                                                    | 91                                                     | 74                                                     |
| 1991                                                   | 730                                                    | 78                                                     | 72                                                     |
| 1992                                                   | 688                                                    | 78                                                     | 65                                                     |
| 1993                                                   | 710                                                    | 69                                                     | 66                                                     |
| 1994                                                   | 643                                                    | 54                                                     | 89                                                     |
| 1995                                                   | 630                                                    | 110                                                    | 90                                                     |
| 1996                                                   | 605                                                    | 145                                                    | 125                                                    |
| 1997                                                   | 667                                                    | 164                                                    | 105                                                    |
| 1998                                                   | 546                                                    | 126                                                    | 143                                                    |
| 1999                                                   | 511                                                    | 124                                                    | 116                                                    |
| 2000                                                   | 495                                                    | 158                                                    | 178                                                    |
| 2001                                                   | 562                                                    | 120                                                    | 128                                                    |
| 2002                                                   | 498                                                    | 204                                                    | 154                                                    |
| 2003                                                   | 581                                                    | 172                                                    | 166                                                    |
| 2004                                                   | 494                                                    | 148                                                    | 132                                                    |
| 2005                                                   | 595                                                    | 188                                                    | 190                                                    |
| 2006                                                   | 612                                                    | 194                                                    | 221                                                    |
| 2007                                                   | 619                                                    | 152                                                    | 237                                                    |
| 2008                                                   | -                                                      | -                                                      | -                                                      |
| 2009                                                   | 622                                                    | 469                                                    | 195                                                    |
| 2010                                                   | -                                                      | -                                                      | -                                                      |
| 2011                                                   | -                                                      | -                                                      | -                                                      |
| 2012                                                   | 651                                                    | 205                                                    | 270                                                    |
| 2013                                                   | 499                                                    | 227                                                    | 219                                                    |
| 2014                                                   | 622                                                    | 205                                                    | 279                                                    |
| 2015                                                   | 478                                                    | 134                                                    | 176                                                    |
| 2016                                                   | 511                                                    | 205                                                    | 226                                                    |
| 2017                                                   | 536                                                    | 151                                                    | 210                                                    |
| 2018                                                   | 519                                                    | 197                                                    | 269                                                    |
| 2019                                                   | 562                                                    | 236                                                    | 187                                                    |
| 2020                                                   | 363                                                    | 116                                                    | 183                                                    |
| 2021                                                   | -                                                      | -                                                      | -                                                      |
| 2022                                                   | 602                                                    | 212                                                    | 301                                                    |
| 2023                                                   | 572                                                    | 178                                                    | 195                                                    |
| 2024                                                   | 581                                                    | 259                                                    | 322                                                    |

## Galerij

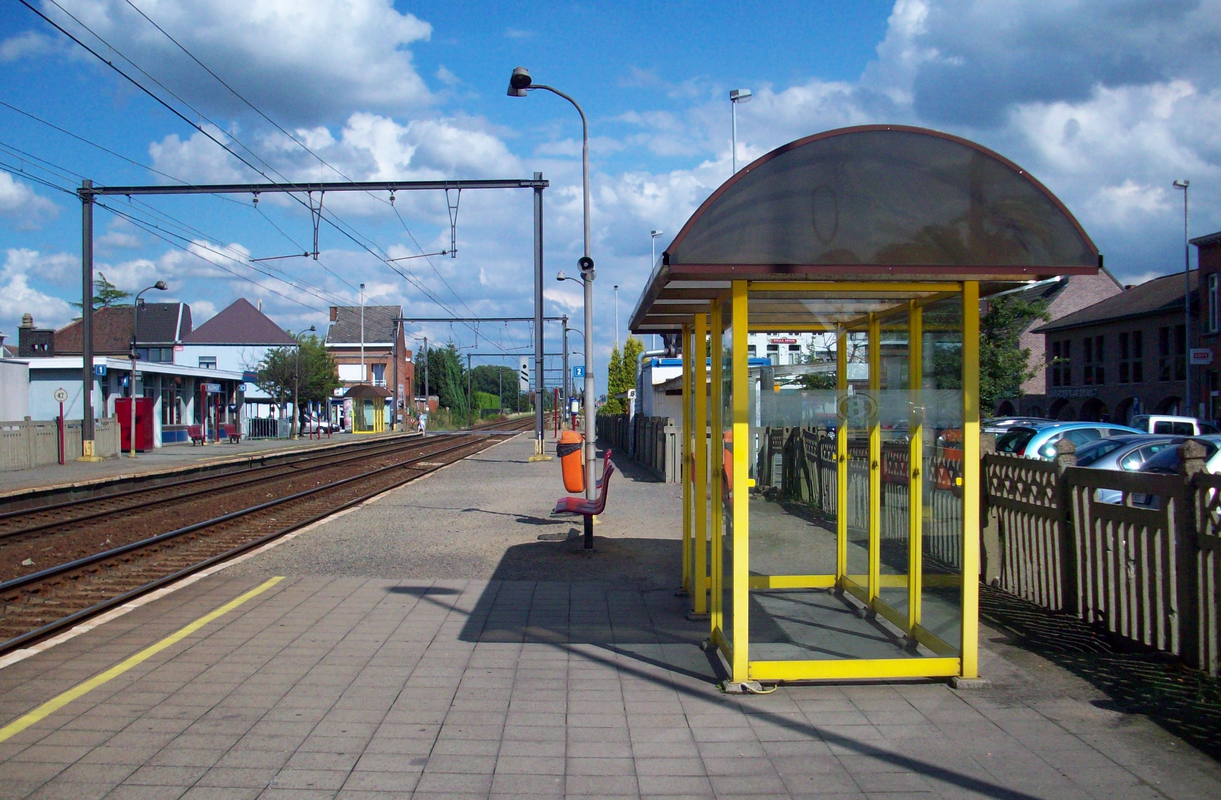
Zicht op het stationscomplex
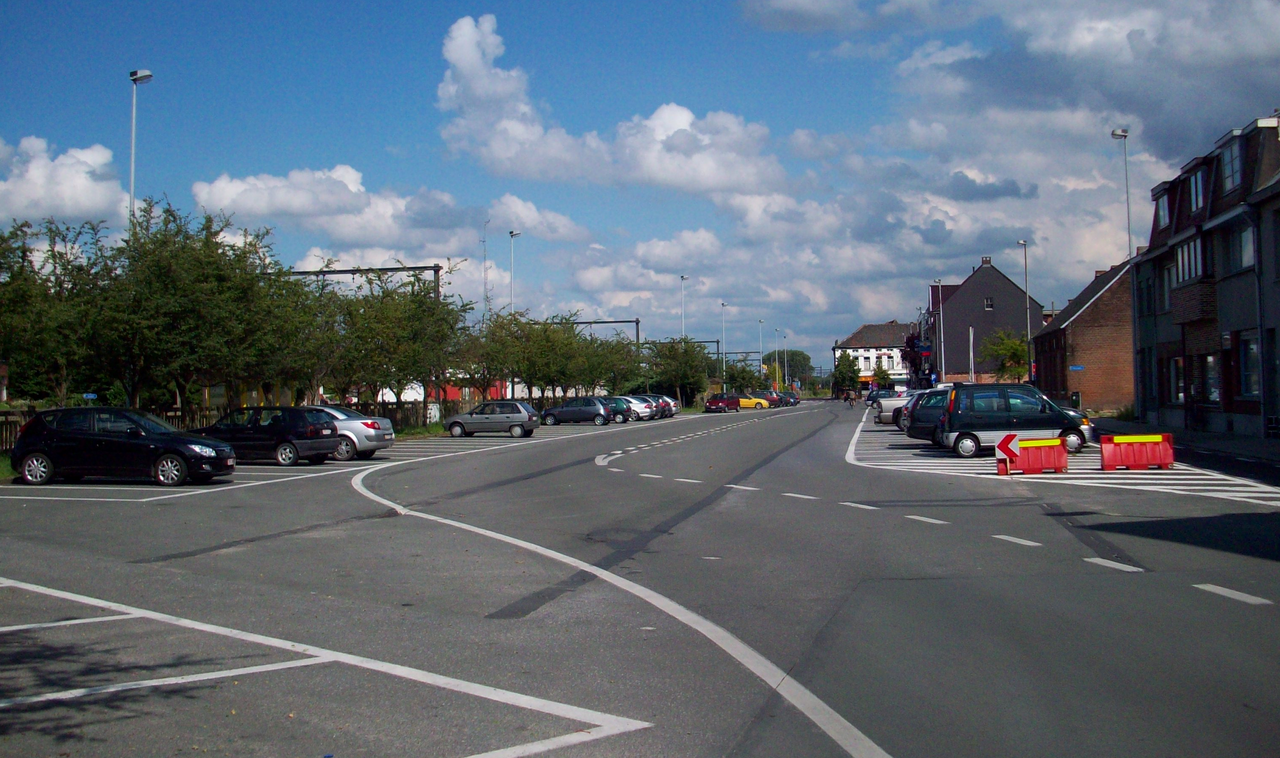
Pendelaarsparking
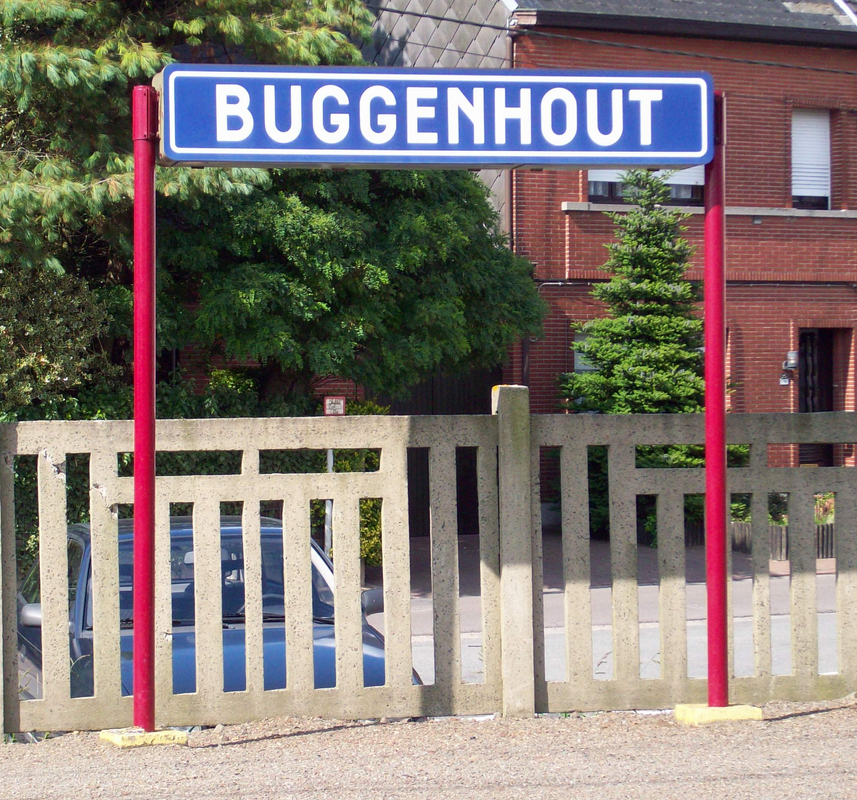
Naambord station Buggenhout
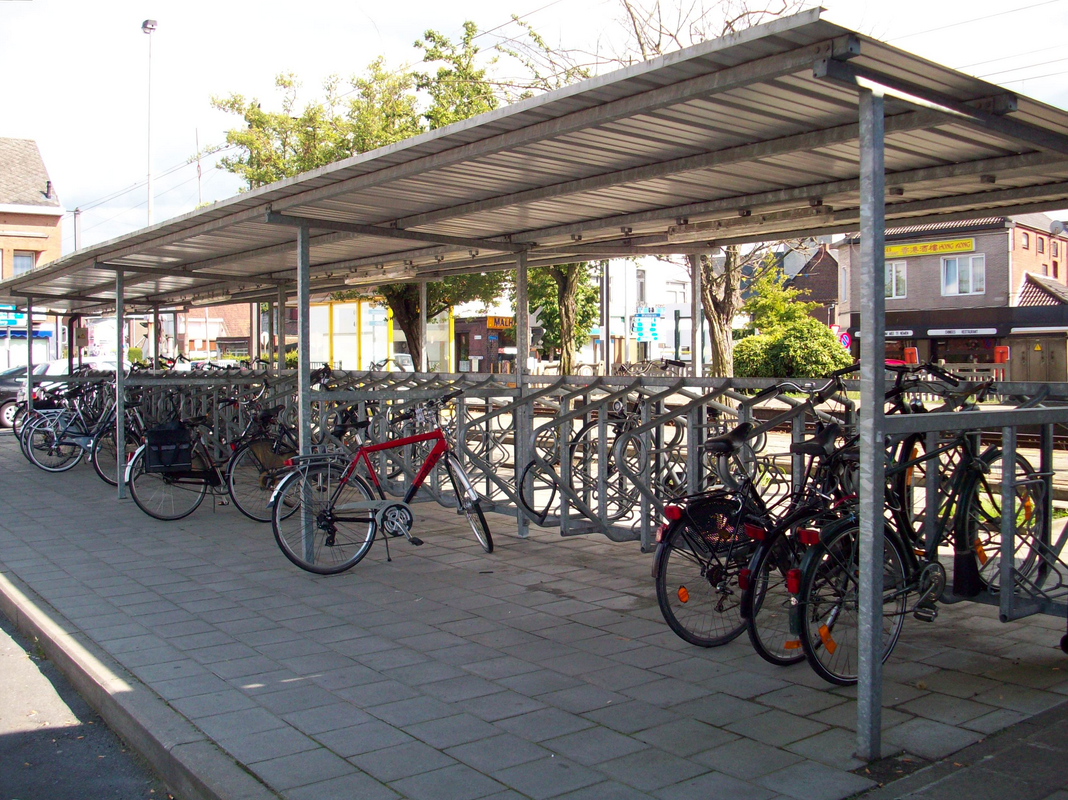
Fietsenstalling
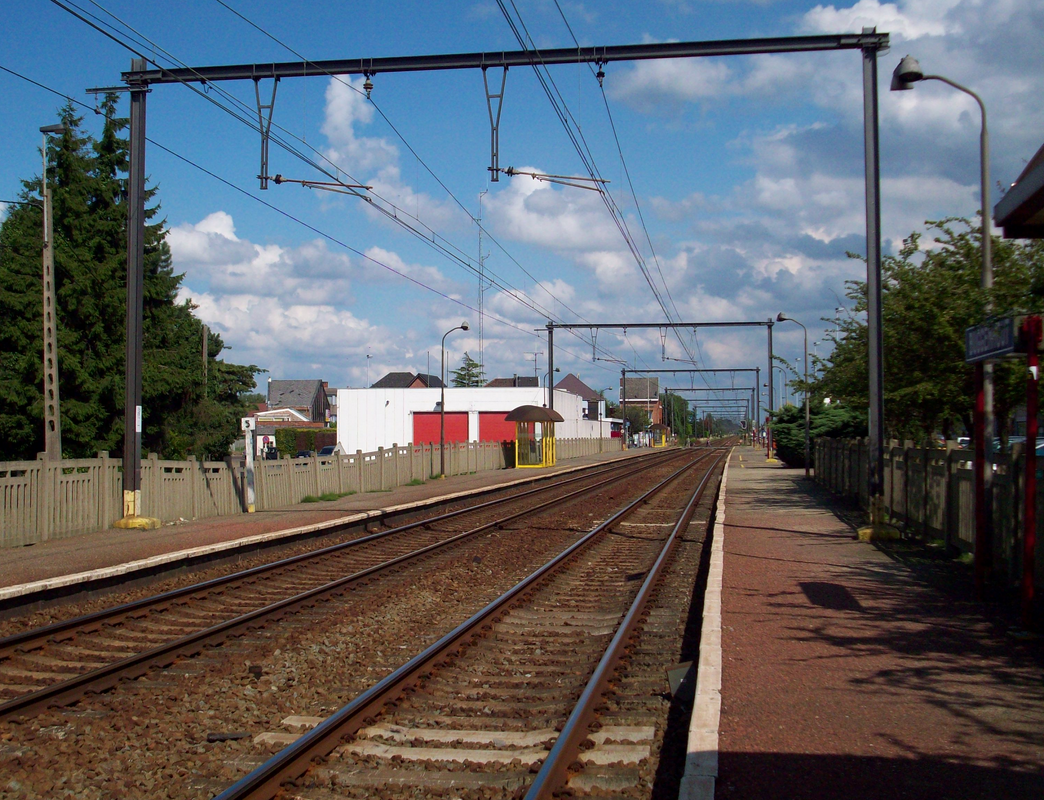
Zicht achterzijde perrons
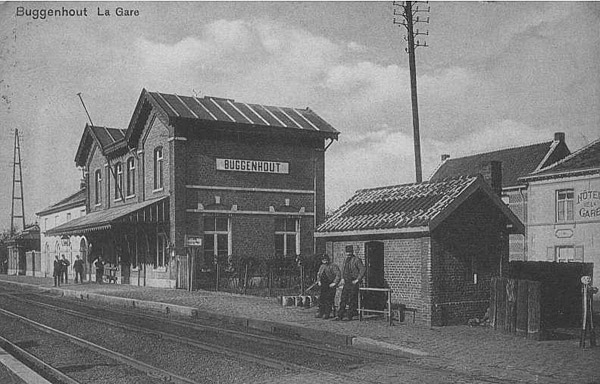
Prentkaart uit begin 20e eeuw met het oude stationsgebouw van Buggenhout

0,0: Schellebelle ·
2,8: Wichelen ·
5,8: Schoonaarde ·
9,7: Oudegem ·
12,5: Dendermonde ·
16,2: Baasrode-Zuid ·
18,2: Koude Haard ·
19,6: Buggenhout ·
21,6: Malderen ·
23,3: Molenheide ·
26,4: Londerzeel ·
28,2: Londerzeel-Oost ·
29,0: Ramsdonk ·
31,0: Kapelle-op-den-Bos ·
34,9: Heike ·
36,6: Hombeek ·
38,8: Brusselsesteenweg ·
39,6: Mechelen ·
42,6: Muizen ·
44,5: Hever ·
46,2: Biststraat ·
48,1: Boortmeerbeek ·
51,4: Haacht ·
52,5: Wespelaar-Heike ·
53,4: Wespelaar-Tildonk ·
55,8: Hambos ·
58,3: Wakkerzeelsesteenweg ·
59,4: Wijgmaal ·
64,1: Leuven